# Getordeerd

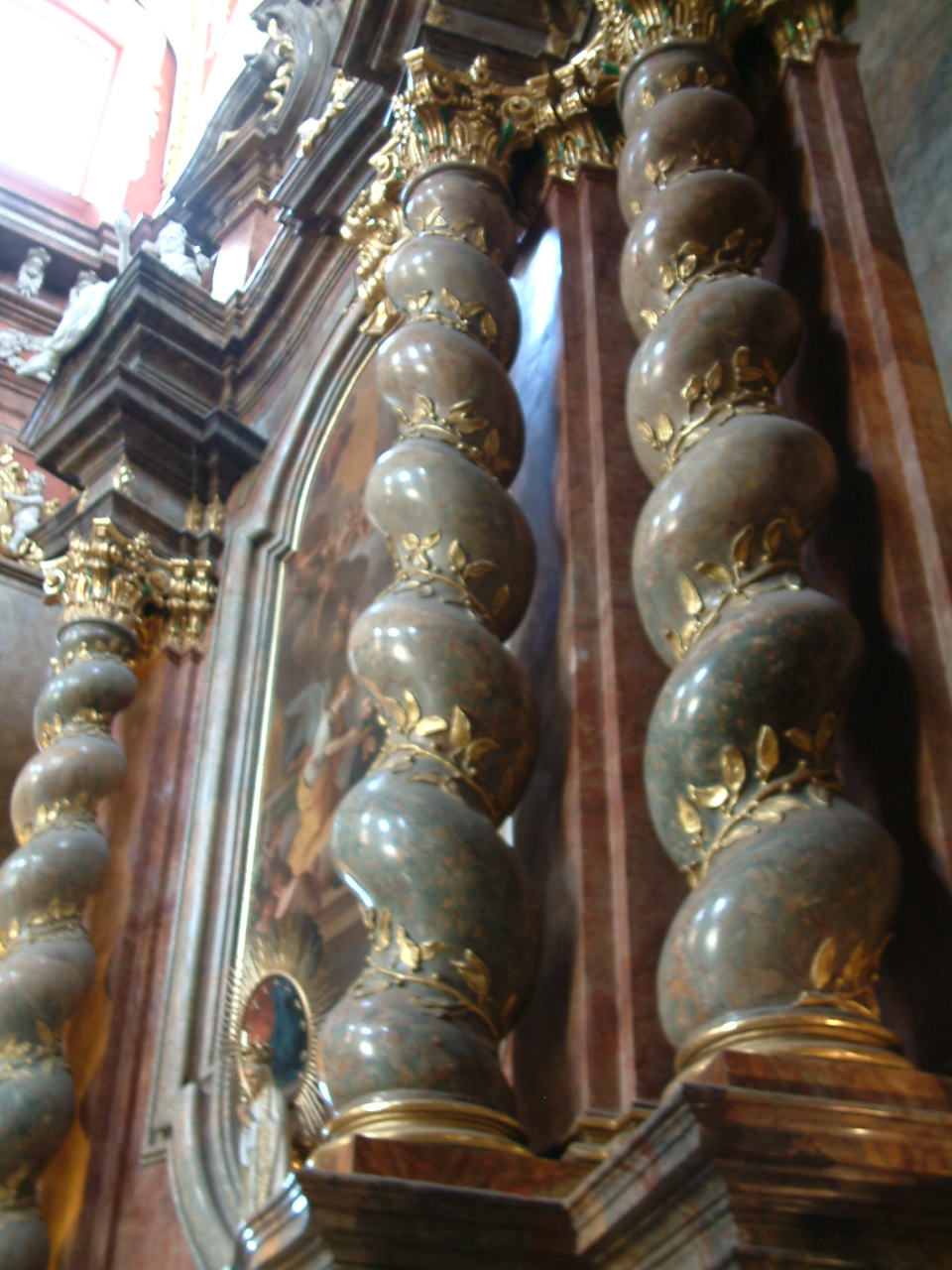

Met getordeerd of getorst wordt in de bouwkunde bedoeld dat een bepaald voorwerp gedraaid is. 
Het bovenste gedeelte van een getordeerde kolom of een getordeerd bouwwerk is gedraaid ten opzichte van het onderste gedeelte, waardoor een soort 'wringing' ontstaat, vergelijkbaar met de vorm van een kurkentrekker.